# Rödtjärnen (Vika socken, Dalarna)
Rödtjärnen är en sjö i Falu kommun i Dalarna och ingår i Dalälvens huvudavrinningsområde.